# 아민 알 후세이니
아민 알 후세이니(아랍어: أمين الحسيني Amin al-Husseini[*], 1897년 ~ 1974년 7월 4일)는 영국 위임통치령 팔레스타인에서 활동하던 팔레스타인인 아랍 민족주의자이자 무슬림 지도자이다.
1897년 당시 오스만 제국령이던 예루살렘의 아랍인 가문에서 태어나 이슬람, 오스만, 가톨릭 교육을 모두 받은 경험이 있다. 1912년에는 카이로 알아즈하르 대학교에서 살라피 이슬람 연구를 수행했다. 제1차 세계 대전 동안에는 오스만 군대에 복무했고, 전쟁이 끝나자 시리아 아랍 왕국 수립을 지지하며 다마스쿠스에 머무르다가 왕국이 해체되자 예루살렘으로 돌아와 범아랍주의에서 팔레스타인 민족주의로 전향하였다.
1920년대 초부터 그는 시오니즘 운동에 강경하게 반대했으며, 1920년 네비 무사 폭동을 주동한 혐의로 징역 10년형을 선고받았으나 영국 당국에 의해 사면되었다. 1921년 고등판무관 허버트 새뮤얼에 의해 예루살렘 대무프티로 임명된 그는 이 지위를 이용하여 이슬람을 고취하면서도 시오니즘에 대항하는 비종교적 아랍 민족주의를 규합하는 활동을 벌였다. 1921~1936년 동안 아민 알-후세이니는 영국 당국의 주요한 협조자로 여겨졌으며, 영국은 그를 예루살렘 대무프티로 임명함으로써 팔레스타인의 지도층 구조와 민족주의 운동을 분열시키고자 했다.
그러나 1937년 그는 영국 통치에 대항한 1936~1939년 아랍 봉기에서 지도자 역할을 자처하였고, 이에 체포 영장이 발부되자 레바논을 거쳐 이라크로 도피하였다. 이후 그는 제2차 세계 대전 동안 영국과 적대한 나치 독일과 파시스트 이탈리아에 접근하여 그들과 협력했고, 독일의 아돌프 히틀러와의 회동에서 아랍의 독립을 지지하고 팔레스타인의 유대 민족의 고향을 세우는 것을 반대해줄 것을 부탁했다. 2차 대전 종전 이후 그는 프랑스의 보호를 받다가 카이로로 피난했다.
1948년 이스라엘국의 독립과 1948년 팔레스타인 전쟁이 일어나던 시기, 그는 1947년 UN의 팔레스타인 분할안과 요르단에 의한 서안 지구 합병에 모두 반대했다. 아랍 연맹의 아랍 해방군의 지휘권을 얻는 시도에 실패한 후세이니는 자신만의 민병대인 성전군을 창설했다. 1948년 9월 후세이니는 이집트 점령 하의 가자 지구에서 전팔레스타인 정부를 수립하는 데 참여했으나 이 정부는 국외에서 크게 인정받지 못했고 결국 1959년 이집트에 의해 해체되었다. 팔레스타인 전쟁과 1948년 팔레스타인인의 추방 및 도피 동안 제대로 대응하지 못한 후세이니의 지도력은 신임을 잃었고 1964년 팔레스타인 해방 기구가 수립되며 그는 권력에서 밀려났다. 그는 1974년 레바논의 베이루트에서 사망했다.

## 같이 보기
- 추축국부역